# Tsolwana
Tsolwana es un municipio de la provincia de Cabo Oriental en Sudáfrica, con una población estimada en marzo de 2016 de 35 065 habitantes.
Se encuentra en el centro-norte de la provincia, a poca distancia al norte de la capital provincial, Bhisho. 